# أبو حسن عمر
أبو حسن عمر (بالملايوية: Abu Hassan Omar)‏ هو دبلوماسي وسياسي ماليزي، ولد في 15 سبتمبر 1940 في كوالا سلاغور في ماليزيا، وتوفي في 8 سبتمبر 2018 في شاه عالم في ماليزيا. حزبياً، نشط في المنظمة الوطنية الملاوية المتحدة. وقد انتخب عضو ديوان الرعية ‏ عن دائرة Kuala Selangor (federal constituency) ‏ وانتخب وزير الشؤون الخارجية ‏ (20 مايو 1987 – 14 مارس 1991).